# ميليكا ديورا
ميليكا ديورا مواليد 22 يوليو 1990 في كنين، جمهورية يوغوسلافيا الاشتراكية الاتحادية، هي لاعبة كرة سلة بوسنية. بدأت مسيرتها الاحترافية في سنة 2005. تلعب في الدوري الروماني لكرة السلة للسيدات. وتحمل الرقم 5. لعبت مع نادي بارتيزان لكرة السلة للسيدات في الدوري الصربي لكرة السلة للسيدات.

## الإنجازات
- الدوري الصربي لكرة السلة للسيدات (1): 2012-13
- الدوري الأدرياتيكي للسيدات (1): 2012-13

## روابط خارجية
- ميليكا ديورا على موقع الاتحاد الدولي لكرة السلة (الإنجليزية)
- ميليكا ديورا على موقع كرة السلة الأوروبية.كوم (الإنجليزية)